# Гарний смак
«Гарний смак» (англ. Good Taste) — науково-фантастичне оповідання американського письменника Айзека Азімова, опубліковане восени 1977 року в журналі Asimov's Science Fiction. Оповідання ввійшло в збірку «Вітри перемін та інші історії» (1983).

## Сюжет
Чокер Молодший повертається зі свого «Великого Туру» (який включав в себе і відвідини Землі) додому на Гаммер, один з декількох штучних супутників на орбіті Місяця. Консервативне суспільство Гаммера спеціалізується на виробництві штучних харчових компонентів, які користуються великим попитом на Землі та інших колоніях. 
Чокер відразу бере участь у щорічному конкурсі по створенню нових смаків, плануючи використати щось нове і радикальне.
Незважаючи на сумніви батьків і старшого брата, Чокер Молодший створює нову приправу, яка виграє конкурс. На запитання Великого Майстра, який спроможний визначити на смак наявність довільних складових, про його новий успішний інгредієнт, він відповідає, що то не є комп'ютерно-згенерована речовина, а природний часник. Чокер наполягає на тому, що штучно створені речовини не можуть відтворити складність живих рослин.
Великий Магістр і все суспільство Гаммера обурені таким порушенням хорошого смаку. Чокера Молодшого виганяють з колонії.

## Зв'язок з іншими творами Азімова
Гаммер подібний до однієї з «51 Колоній» кільця О'Нілла які є копією Сполучених Штатів Америки. Про суспільства в космосі розповідається також в оповіданні Азімова «Народи в космосі».
Всі виниклі колонії спейсерів вирізнялись високою технологічністю і змінами в суспільному житті. Колонії відчували антипатію до землян як і в «Немезиді» та «Роботах».
Технологія виготовлення мікроїжі, яка описана в оповіданні, є спеціалізацією нащадків спейсерів з планети Аврора в секторі Мікоген на Тренторі («Прелюдія до Фундації»).  